# Herman Ulphilas
Herman Ulphilas (* 1702 in Paderborn; † 1761 in Berlin) war ein deutscher Naturforscher.
In niederländischen Diensten unternahm er Seereisen nach den Antillen, Guinea, Südamerika und Batavia. Er hatte Dienststellen in Batavia, Sint Eustatius und Demerara. Sein Verdienst für die Naturgeschichte besteht in der Sammlung wichtiger Funde, die er dem Museum für Naturkunde in Berlin zur Verfügung stellte. Zum Lebensende war er Editor des Magazins für Naturwissenschaft.

## Werke
- Historia naturalis Americana (Leipzig, 1756)
- Abhandlung über die baumartigen Schotenpflanzen des Orinoco-Thales (1757).